# Bras de Sulina

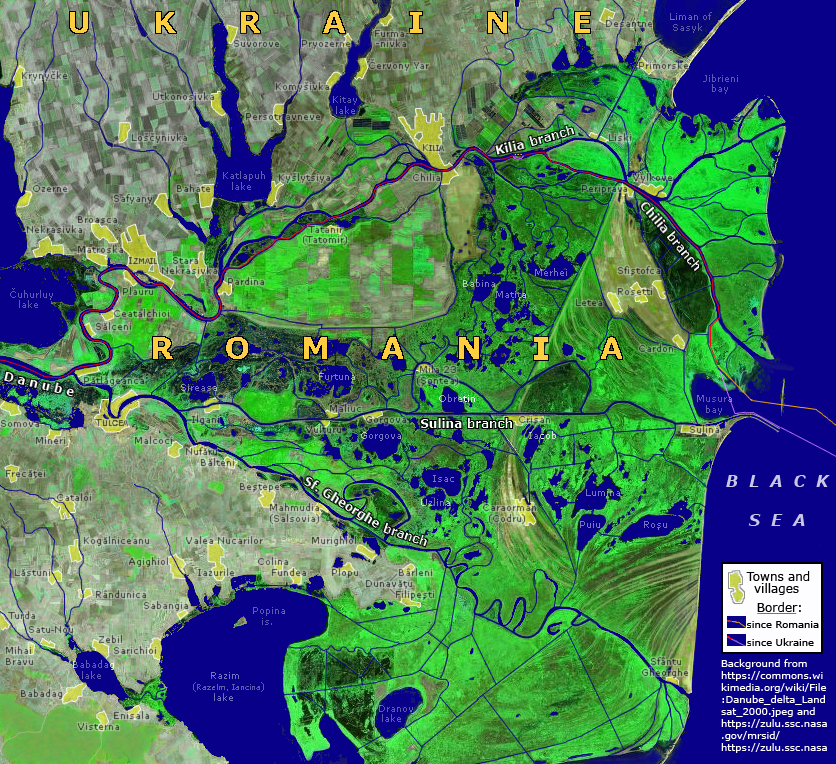
Vu de satellite, le bras de Sulina est le défluent médian du Delta du Danube, réctiligne depuis sa régularisation au XIXe siècle.

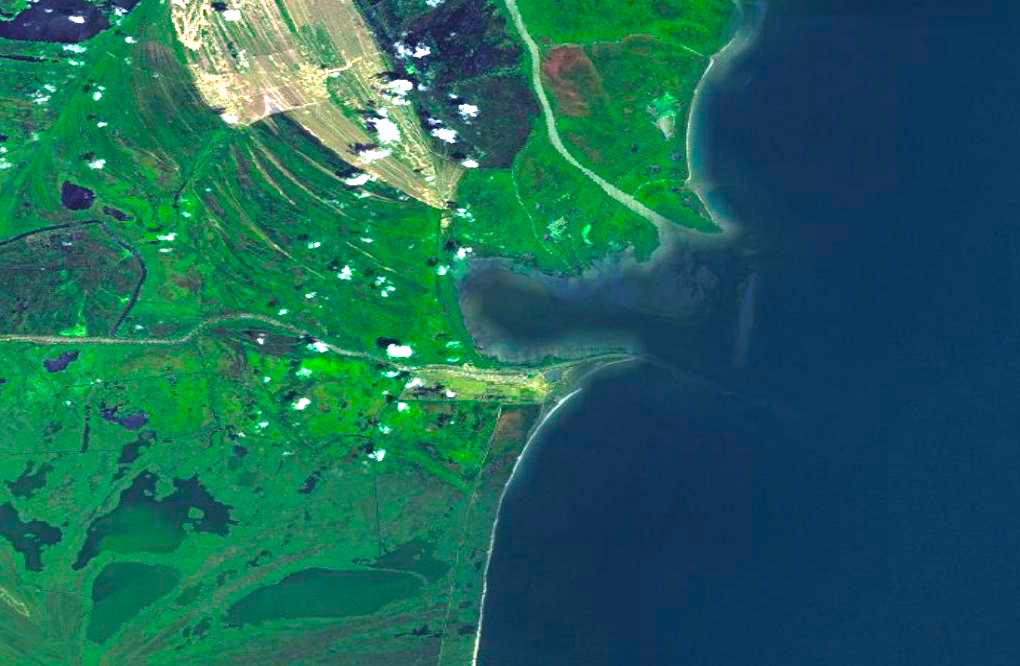
L'embouchure du bras de Sulina (à gauche de l'image) vue depuis l'espace.

La formation du delta du Danube et l'évolution de ses bras de l'Antiquité à nos jours.

Le Bras de Sulina est l'un des trois principaux défluents du Danube formant son Delta : c'est celui du milieu, entre le bras de Chilia au nord et celui de Saint Georges au sud. Le bras de Sulina draine 18 % du débit du Danube soit en moyenne 1 000 m3/s. Il commence un peu en aval de Tulcea et se verse dans la Mer Noire quelques kilomètres après le port de Sulina. Sa longueur est de 71 km : des trois bras du Danube, c'est celui qui a été le plus endigué, régularisé, dragué et canalisé, car c'est aussi le plus fréquenté par des navires de mer dont les œuvres vives peuvent atteindre 7 m de tirant d'eau. Son aménagement a commencé en 1856 sous les auspices de la Commission européenne du Danube et continue de nos jours.
En 1991, sous les caméras de l'Équipe Cousteau alors en tournage dans la zone, ce bras a été bloqué par le naufrage en travers du cargo soviétique Rostock. Cousteau proposa sa médiation pour trouver une entreprise de découpage d'épaves, mais le premier ministre Petre Roman, présent à bord du bateau de Cousteau, refusa, et le découpage de l'épave par les moyens locaux dura près de 15 ans. Depuis 2005, la navigation a été rétablie.